# Epicrionops peruvianus
Epicrionops peruvianus és una espècie d'amfibis gimnofions de la família Rhinatrematidae. És endèmica del Perú.
El seu hàbitat natural inclou montans secs tropicals o subtropicals, rius i corrents intermitents d'aigua dolça.